# Bank Spółdzielczy w Sejnach
Bank Spółdzielczy w Sejnach – bank spółdzielczy z siedzibą w Sejnach, działający w województwie podlaskim oraz na terenie powiatu ełckiego, oleckiego i gołdapskiego województwa warmińsko-mazurskiego. Bank zrzeszony jest w Banku Polskiej Spółdzielczości SA w Warszawie.

## Historia
10 sierpnia 1950 roku 31 założycieli Gminnej Kasy Spółdzielczej w Sejnach podpisało jej status. Oficjalnie już Spółdzielnię zarejestrowano 23 sierpnia 1950 roku w Sądzie Okręgowym w Ełku Spółdzielnię pod numerem Rs.I-63. Pierwszym prezesem zarządu GKS został Jan Pietraszewski, a w zarządzie zasiedli Stanisław Sidorowicz i Edward Wasilczyk. Na główną księgową powołano Janinę Ginel, a przewodniczącym GKS mianowano Stanisława Szymańskiego.
Początki działalności Gminnej Kasy Spółdzielczej w Sejnach były trudne z powodu braku środków finansowych. Skromny udział członkowski w wysokości 50 złotych nie dawał gwarancji na prowadzenie pełnej działalności. Ożywienie gospodarki finansowej GKS nastąpiło jednak z chwilą objęcia obsługi kredytowej rolnictwa w zakresie kontraktacji płodów rolnych i zwierząt rzeźnych oraz obsługi kasowej i rozliczeniowej Gminnej Spółdzielni „SCH” w Sejnach i Berżnikach na zasadzie jedności kasowej i obsługi kasowo-rozliczeniowej innych jednostek gospodarczych. W listopadzie 1975 roku oddano także do użytku nowy budynek własny Banku.
Nowy rozdział we współczesnej historii Banku zapoczątkowała II połowa 1975 roku, kiedy to nastąpiło rozszerzenie jego działalności. Bank zyskał wówczas nowe uprawnienia w zakresie udzielania kredytów na zakup nieruchomości dla rolników, a następnie upoważnienie do współdziałania w sprzedaży państwowych nieruchomości rolnych i działek budowlanych z ówczesnym Bankiem Gospodarki Żywnościowej (dzisiejszym: BGŻ BNP Paribas).
W maju 1992 roku na wniosek Dyrektora Banku zostaje utworzona Ekspozytura Banku w Suwałkach. Kolejnym przełom w dziejach banku następuje w roku 1994. Wtedy  to na Zebranie Przedstawicieli Banku Spółdzielczego w Sejnach podjęta zostaje decyzja o zrzeszenia regionalnym z Bankiem Regionalnym w Olsztynie.
Następne zmiany przynosi koniec lat dziewięćdziesiątych XX wieku, kiedy to w wyniku rozmów prowadzonych z bankami przyległymi w Puńsku, Szypliszkach i Wiżajnach, następuje połączenie w jeden bank pod nazwą Bank Spółdzielczy w Sejnach.

## Władze
W skład zarządu banku wchodzą:
- p.o. Prezesa Zarządu – Czesław Poźniak
- Wiceprezes Zarządu ds. finansowo-księgowych – Bożena Moroz
- Wiceprezes Zarządu ds. handlowych – Jacek Kozakiewicz

Czynności nadzoru banku sprawuje 6-osobowa rada nadzorcza.

## Placówki
Placówki banku:
- Centrala w Sejnach, ul. Powstańców Sejneńskich 1
- Oddział w Gibach, Giby 74A
- Oddział w Puńsku, ul. Mickiewicza 52
- Oddział w Suwałkach, ul. Kościuszki 54
- Oddział w Suwałkach, ul. Noniewicza 42
- Oddział w Szypliszkach, ul. Suwalska 25B
- Oddział w Wiżajnach, ul. Rynek 3

## Nagrody i odznaczenia
Nagrody i odznaczenia:
- Nagroda w konkursie „Superfirmy 2014″ w powiecie sejneńskim w rankingu Gazety Współczesnej, Wyższej Szkoły Ekonomicznej i Wojewódzkiego Urzędu Pracy (2014)
- Nominacja do tytułu "Filaru Spółdzielczości 2013" w promocyjnym programie prowadzonym przez Polską Agencję Przedsiębiorczości oraz redakcję Forum Przedsiębiorczości, dodatku do Dziennika Gazety Prawnej (2013)
- Nagroda w konkursu o tytuł "Bank Spółdzielczy 2012" przyznawany przez Centralne Biuro Certyfikacji Krajowej (2012)
- Nagroda w konkursie "Superfirmy 2012" w powiecie sejneńskim, zorganizowanym przez "Gazetę Współczesną" i Wyższą Szkołę Ekonomiczną w Białymstoku (2012)
- Nagroda w konkursie "Firma Roku 2011" przyznawana przez Centralne Biuro Certyfikacji Krajowej (2011)
- Nagroda w konkursie "Superfirmy 2011"  w powiecie sejneńskim, zorganizowanym przez "Gazetę Współczesną" i Wyższą Szkołę Ekonomiczną w Białymstoku (2011)
- Certyfikat "Polish Product" w ramach konkursu "Firma Roku 2010" przyznawany przez Centralne Biuro Certyfikacji Krajowej (2010)
- Nagroda w konkursie "Superfirmy 2010"  w powiecie sejneńskim, zorganizowanym przez "Gazetę Współczesną" i Wyższej Szkoły Ekonomicznej w Białymstoku (2010)
- Wyróżnienie w I Edycji Konkursu "Gepardy Biznesu" w kategorii Najdynamiczniejszy Bank Spółdzielczy (2009)
- Nagroda "Orła Agrobiznesu" za sukces rynkowy i aktywne wspieranie agrobiznesu przyznawana przez Agencję Promocyjno-Wydawniczą EMS pod honorowym patronatem wicemarszałek Sejmu RP Ewy Kierzkowskiej " (2010)
- Tytuł Innowacyjnego Banku Spółdzielczego w regionalnej edycji "Krajowych Liderów Innowacji" (2009)
- I miejsce w rankingu „Banki Spółdzielcze na Podlasiu” "Kuriera Porannego" (2006)
- Wyróżnienie dla Najdynamiczniejszego Banku Spółdzielczego w konkursie „Gepardy Biznesu” (2006)
- I nagroda w kategorii Najwyższa Rentowność Sprzedaży Wśród Banków w rankingu “Podlaska Złota Setka Przedsiębiorstw 2005”  "Kuriera Porannego" (2005)